# Marsdenia formosana
Marsdenia formosana là một loài thực vật có hoa trong họ La bố ma. Loài này được Masam. mô tả khoa học đầu tiên năm 1930.